# Lámbia Óros
Lámbia Óros är ett berg i Grekland.   Det ligger i regionen Västra Grekland, i den södra delen av landet, 170 km väster om huvudstaden Aten. Toppen på Lámbia Óros är 1 774 meter över havet, eller 484 meter över den omgivande terrängen. Bredden vid basen är 10,2 km.
Terrängen runt Lámbia Óros är kuperad åt sydost, men åt nordväst är den bergig. Runt Lámbia Óros är det glesbefolkat, med 11 invånare per kvadratkilometer. Närmaste större samhälle är Lálas, 19,4 km söder om Lámbia Óros. 